# Церковь Николы Мокрого (Москва)
Церковь Никола́я Чудотво́рца «Мо́крого», Покрова Пресвятой Богородицы, что слывет Мокрое — приходская церковь китайгородского Зарядья Москвы, стоявшая в уничтоженном Мокринском переулке, дом 9. Церковь стояла примерно на месте южного вестибюля гостиницы «Россия» (Москворецкая набережная, дом 1), которая в настоящее время тоже снесена.
Главный престол был освящён в честь Покрова Божией Матери, северный придел — в честь Николая Чудотворца (по которому храм и назывался), а южный — в честь иконы Всех скорбящих радость.
Закрыта в 1932 году и разрушена.

## История

### Название церкви
Существует несколько объяснений происхождения термина «Мокрый»:
- церковь стояла у пристани ещё в XIV веке. Николая Чудотворца издревле почитают покровителем терпящих потопление в мореплавании;
- прозвище «Мокрый» может происходить из-за постоянной здесь сырости от наводнений и дождей. В 1480 году эту местность называли даже болотом;
- по чтимой иконе «Николы Мокрого», образец которой находился в киевском Софийском соборе, где святитель Николай изображён со спасённым им упавшим в Днепр младенцем, перенесённым чудотворцем в собор.

### Строительство

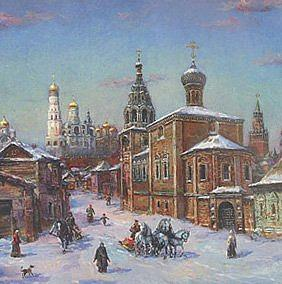
Церковь Николы Мокрого в Зарядье в XVII веке

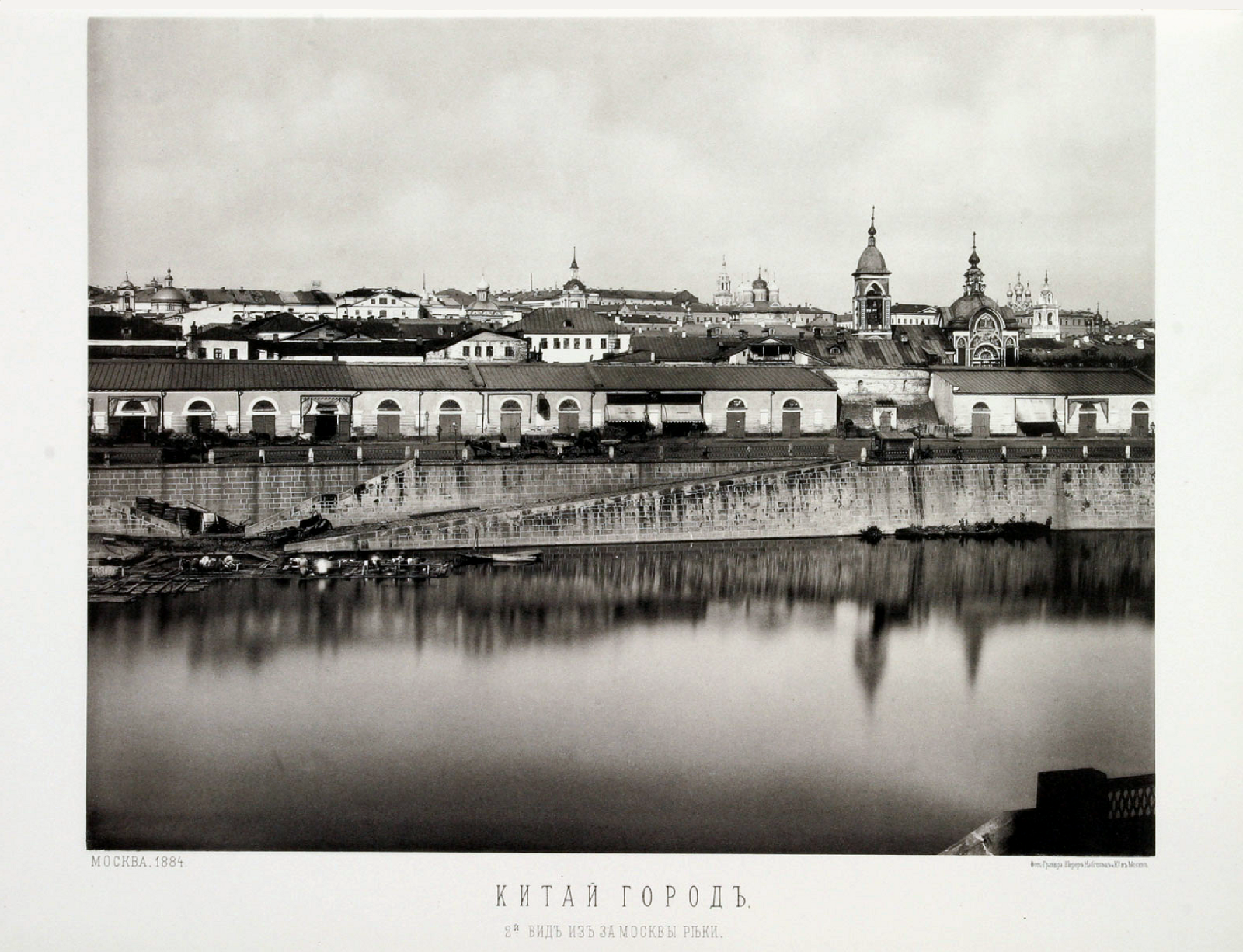
Зарядье. Вид на церковь с реки в 1882 г.

Церковь Николы Мокрого (Водопойца) в Зарядье, или Великой улице (в бывшем Мокринском переулке) упоминается в летописях в 1468 и 1547 годах.
Церковь упоминается в 1625 году.
В 1681 году впервые был освящён главный престол в честь Покрова Пресвятой Богородицы.
В 1695—1697 годах построена заново боярыней Евдокией Авраамовной Чириковой (урождённая Лопухина) супругой окольничего Ильи Ивановича Чирикова, построившая существующую церковь Троицы в Хохлах, в память дочери Неонилы.
В 1740 году второй был освящён придел в честь иконы Богоматери «Всех скорбящих радость».
В 1802 году церковь была значительно перестроена архитектором А. Н. Бакаревым в готическом стиле на средства прихожан. Были вновь выстроены колокольня и трапезная, куда из подклета перенесли в северную часть придел Святителя Николая.

### Советский период
Никольская церковь была закрыта в 1932 году. Первое время в ней разместили склад театрального реквизита, затем — снесли.
В 1930-е годы Зарядье стали сносить под строительство гигантского высотного здания Наркомтяжпрома, сопоставимого по размерам с проектируемым в те годы Дворцом Советов.
В 1951 году была взорвана часть стены Китай-города вдоль набережной и продолжен
снос Зарядья под новое строительство.
К 1953 году был возведён каркас около 20 этажей, но после смерти Сталина работы прекратились и каркас разобрали.
В начале 1960-х годах были разрушены все оставшиеся дома (за исключением церквей, не снесённых прежде) и приступили к строительству гостиницы «Россия», возведённой в 1964—1967 годы.

### Современность
Разрушение Зарядья и строительство здания подобного объёма и архитектуры признали градостроительной ошибкой, 1 января 2006 года гостиница была закрыта, а 29 марта того же года начались работы по демонтажу здания.
Не раз поднимался вопрос о воссоздании разрушенной церкви Николы Мокрого и Китайгородской стены в рамках нового строительства в Зарядье.
В 2017 году на месте старого Зарядья открыт Парк Зарядье.

## Священники
- Владимир Петров Смоленский (ок. 1847 - 1912) - с 1890  года[2]